# طريقة موهر

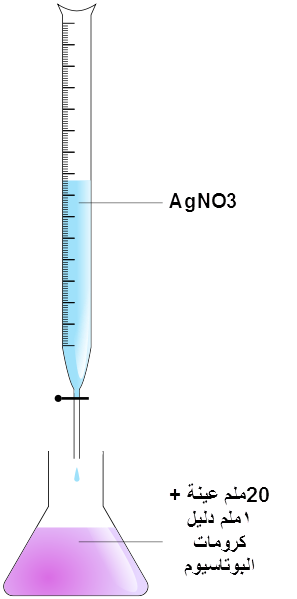
طريقة تحليل الكروليدات في ماء الشرب

طريقة موهر لتحليل الكلوريدات في ماء الشرب حيث تعتمد هذه الطريقة على ترسيب الأملاح، نستخدم نترات الفضة في المعايرة حيث توضع عينة الماء مع دليل كرومات البوتاسيوم ونعاير حتى يتكون راسب لونه لحمي.

## طريقة المعايرة
- تملأ السحاحة بمحلول نترات الفضة عياريتها 0.0141
  - نضع 20 ملم عينة ماء + 1ملم دليل كرومات البوتاسيوم .
  - تتم المعايرة حتى يظهر اللون الجلدي .
  - نعوض في القانون التالي

Cl ppm = (m1-m2)* 35.45*1000*N/ ml sample
- حيث ان :
  - Cl=كلور .
  - ppm= التركيز الجزئ في المليون .
  - m1= قرائة السحاحة للعينة الماء.
  - m2= قرائة السحاحة لعينة بلانك (نعيد نفس التجربة ولكن بدل ان نضع ماء نسنبدله بماء مقطر).
  - 35.45= الوزن الجزيئي للكلور.
  - N= عيارية انترات الفضة AgNO3 وهي في هذا المثال = 0.0141
  - ml sampel = وزن العينة بالملم.
- في حالة ان كانت النتيجة اقل من 200ppm إذا هذا الماء صالح للشرب وللري .
- في حالة ان كانت النتيجة مابين 200ppm إلى 500ppm إذا جودة الماء ضعيفة تستخدم لري النباتات متوسطة التحمل للملوحة .
- في حالة ان كانت النتيجة مابين 500ppm إلى 1000ppm تستخدم لري النباتات التي تتحمل الملوحة بشكل عالي .
- في حالة ان كانت النتيجة أكبر من 1000ppm تستخدم لري النبانات شديدة التحمل للملوحة .

مثال :
اخذت 20ملي عينة من مياه الشرب وطلع النتيجة m1=0.6
وفي تجربة بلانك m2 = 0.2
- 9.9969 ppm = cl = (0.6-0.2) * 35.45*1000*0.0141/20 [1]